# José Gil Gordillo
José Gil Gordillo (n. Sanlúcar de Barrameda (Cádiz), España; 9 de octubre de 1960) es un exfutbolista español. Jugaba de extremo.

## Trayectoria
| Club                    | País                | Año                 | Partidos | Goles |
| ----------------------- | ------------------- | ------------------- | -------- | ----- |
| Cádiz CF                | España              | 1979-1980           |          |       |
| Barcelona Atlètic       | España              | 1980-1985           | 71       | 4     |
| Deportivo de la Coruña  | España              | 1985-1991           | 205      | 30    |
| Real Club Celta de Vigo | España              | 1991-1996           | 174      | 8     |
| Racing de Ferrol        | España              | 1996-1997           | 15       | 0     |
| Total en su carrera     | Total en su carrera | Total en su carrera | 465      | 42    |

## Palmarés
- Campeón de Segunda División de España - 1991-1992
- Subcampeón de Segunda División de España - 1990-1991
- Subcampeón de la Copa del Rey con el Real Celta en la temporada 1993-94